# Эуроциевые
Эуро́циевые (лат. Eurotiáles) — порядок грибов отдела аскомицетов. Относится к классу Эуроциомицеты (Eurotiomycetes).

## Описание
Аски почти округлые, аскоспоры линзовидные, часто с двумя экваториальными гребнями. Плодовые тела — как правило, клейстотеции, иногда редуцированные. У Paecilomyces аски образуются в рыхлых структурах (прототециях) прямо на гифах мицелия. У Talaromyces плодовые тела представляют собой скопления неутолщённых гиф (так называемые гифотеции). У Trichocoma и Pseudotulostoma клейстотеции не образуются, аски располагаются на строме. Наиболее крупные плодовые тела у Elaphomyces, достигают 3 см в диаметре.
Преимущественно сапротрофы, в роду Elaphomyces — микоризообразователи.
Представители некоторых родов образуют анаморфы, наиболее известны анаморфы Penicillium, Aspergillus. Для многих из них описана только анаморфная стадия. Некоторые виды — ксеротолеранты и осмотолеранты.
Среди представителей порядка — продуценты токсинов патулина, охратоксинов, афлатоксинов.

## Таксономия
Eurotiales G.W.Martin ex Benny & Kimbr., Mycotaxon 12 (1): 23 (1980).

### Семейства
- Aspergillaceae
- Elaphomycetaceae — Элафомицетовые
- Thermoascaceae
- Trichocomaceae — Трихокомовые